# Carcharodontosaurus iguidensis
Carcharodontosaurus iguidensis (lat. "Reptil diente de tiburón de Iguidi") es una especie del género extinto Carcharodontosaurus  de dinosaurios terópodos carcarodontosáuridos, que vivieron a mediados del período Cretácico, hace aproximadamente entre 112 y 93,5 millones de años, en el Cenomaniense, en lo que hoy es África. Sereno y Stephen Brusatte en 2005 reportaron esta especie que fue encontrada en Níger, que difiere en algunos aspectos del maxilar y de la base del cráneo, llamándola C. iguidensis en 2007 solo conocido de la Formación Echkar, al oeste del oasis In Abangharit en el área conocida como Iguidi. A dicho espécimen se estima en unos 10 metros de longitud y en 4 toneladas de peso.